# Villa rustica de la Vlădila (1)
Villa rustica este situată în apropierea localității Vlădila din județul Olt, la 150 m de gara Frăsinet. 

## Legături exerne
- Roman castra from Romania (includes villae rusticae) - Google Maps / Earth Arhivat în 5 decembrie 2012, la Archive.is